# Bernard Simard
Pour les articles homonymes, voir Simard.
Bernard Simard est un chanteur et guitariste québécois, né en 1959 et mort en 2020. Il est connu pour avoir été membre fondateur du groupe Le Vent du Nord et membre de La Bottine souriante à ses débuts, ainsi que pour son travail en tant qu'artiste solo.

## Biographie
D'abord peu interpellé par la musique traditionnelle, Bernard Simard commence sa carrière vers l'âge de seize ans dans le style chansonnier. Vers ses 18 ans, il s'installe à Québec où il fait par hasard la rencontre de membres de La Bottine souriante groupe phare de la musique traditionnelle québécoise. De fil en aiguille, il intègre la formation à partir de 1983. Il joue avec le groupe jusqu'en 1987, à la guitare aux côtés d'Yves Lambert (accordéon), Martin Racine (violon) et André Marchand (guitare).
Après avoir quitté La Bottine souriante, Simard fonde le groupe Manigance avec lequel il enregistre deux albums : Album souvenir vol. 1 en 1988, suivi de Nouvelles manigances en 1991. Il part ensuite s'installer en Bretagne en 1992, où il fonde le groupe québéco-breton Gwazigan. Vers la même période, il se joint également au groupe de chant de marins Cabestan.
Il fait carrière avec les deux groupes jusqu'à son retour au Québec, en 2001. C'est alors qu'il fonde Le Vent du Nord en compagnie d'Olivier Demers, Nicolas Boulerice et Benoît Bourque, l'accordéoniste du groupe à l'époque. Le groupe fait paraître l'album Maudite Moisson! en 2003, après quoi Simard quitte la formation en 2004.
En 2005, il participe en tant que chanteur principal au disque et au spectacle Que le yable les emporte!!! de l'ensemble Constantinople. Le projet met en valeur le répertoire traditionnel québécois chanté et instrumental en le mariant avec des influences musicales méditerranéennes et orientales, notamment par l'utilisation du sitar persan.
En 2006, il sort un premier album solo intitulé Spectacle Solo, enregistré sur scène. Un deuxième suit en 2010, Au fil du temps, où il est cette fois accompagné d'un quintette composé d'André Brunet (violon, pieds), Oliviers Demers (violon, mandoline, guitare électrique), François Marion (contrebasse), Jean Boutin (clarinette et trompette) ainsi que le pianiste de tango José-Maria Gianelli. De 2018 à 2019, il se produit également avec Les Charbonniers de l'enfer, en remplacement de Jean-Claude Mirandette, alors malade.
Il meurt le 30 mars 2020 d'un cancer. Il parvient tout de même à enregistrer un troisième album solo deux mois avant sa mort au Studio de la Côte Jaune, à Saint-Côme. L'album, intitulé La route, paraît de manière posthume en septembre 2020. La même année, le Festival Mémoire et Racines, où Simard s'est produit à de nombreuses reprises, diffuse un hommage dans lequel témoignent plusieurs de ses parents et collègues musiciens.

## Influences
À travers sa carrière, Bernard Simard a souvent mentionné l'influence du chanteur Yves Albert, folkloriste proche de la musique de chansonniers des années 1970. Mort dans un accident de route en 1981, Albert n'aura fait paraître que deux albums. En solo comme avec ses nombreux ensembles, Simard a repris plusieurs chansons traditionnelles qu'Yves Albert avait enregistrées. La plus célèbre de celles-ci est probablement Le Lac à Beauce, qu'il chante sur le disque La Traversée de l'Atlantique de La Bottine souriante.
Parmi ses influences en dehors du style traditionnel, il cite lui-même les chansonniers québécois Félix Leclerc, Claude Dubois et Sylvain Lelièvre, ou encore le chansonnier britannique Cat Stevens.

## Œuvre

### AvecLa Bottine souriante
- 1986 : La Traversée de l'Atlantique

### Avec Manigance
- 1988 : Album-souvenir vol. 1
- 1991 : Nouvelles manigances

### AvecCabestan
- 1995 : Tempête pour sortir...
- 1997 : Femmes de marin
- 2000 : La mer est trop vieille pour qu’on se moque d’elle

### Avec Gwazigan
- 1997 : Dessus la fougère
- 2000 : Y'avait du monde

### AvecLe Vent du Nord
- 2003 : Maudite Moisson!

### Avec l'ensembleConstantinople
- 2005 : Que le yable les emporte!!!

### En solo
- 2006 : Spectacle Solo
- 2010 : Bernard Simard et Compagnie

- 2020 : La route (album posthume)